# آلبرتو د مارتینو
آلبرتو دِ مارتینو (ایتالیایی: Alberto De Martino؛ ‏ ۱۲ ژوئن ۱۹۲۹ – ۲ ژوئن ۲۰۱۵) کارگردان و فیلم‌نامه‌نویس اهل ایتالیا بود.

## فیلم‌شناسی
- گلادیاتور شکست‌ناپذیر
- زنان سیری‌ناپذیر
- دجال
- هولوکاست ۲۰۰۰
- مردی با نگاه بسیار سرد
- سایه‌های ناآشنا در اتاقی خالی
- مشاور
- به خانواده قربانیان اطلاع داده نخواهد شد
- قاتل پشت خط است